# 灰色地帶 (國際關係)
灰色地帶（英語：Grey-zone），是一個國際關係、國家安全與軍事戰略名詞，指兩個國家之間，在介於戰爭與和平之間模糊地帶的政治與軍事行動。用於軍事方面時，常稱為灰色地帶戰術（gray-zone warfare），灰色地帶策略（Grey zone tactic），或灰色地帶衝突（Grey-zone conflict），灰色地帶襲擾，灰色地帶威脅，是一個國家試圖侵略別國時，沒有將情勢立即上升至戰爭手段，而是製造軍事演習與小規模衝突，來對另一個國家施壓，消耗他們的戰爭資源，希望這個國家主動退讓或投降。
這個名詞的正式定義出現在美国特种作战司令部在2015年發布的白皮書中。

## 概論
灰色地帶最早出現於國家安全政策的相關討論中，但這個名詞沒有嚴謹定義，常採用模糊的，短期的，這類形容詞來討論。
在美国特种作战司令部的定義中，灰色地帶是指「在國家與國家間，或是國家與非國家的行動者之間，介於傳統的戰爭與和平之間的競爭性行動」。灰色地帶的一個特徵，是低於能夠合法進行戰爭行動，也就是戰爭權（Jus ad bellum），的水準之下。
美國蘭德公司為灰色地帶定義了八種行動：
1. 低於軍事反擊機制的合法或正當性門檻。
2. 切香腸戰術。
3. 難以追溯的行動。
4. 以法律和政治藉口正當化自身行動。
5. 不威脅防守方的關鍵利益。
6. 虛張聲勢威脅以避免戰爭。
7. 非軍事性手段和準軍事壓力。
8. 裂解目標國內的族群，製造政治紛爭。

在2010年代晚期，中國大陆開始對台灣發動灰色地帶攻擊，引起國際軍事學者對於灰色地帶戰術的重視。中國大陆的灰色地帶攻擊，強調中國大陆在海洋及天空的軍事實力，對於台灣進行施壓，但仍然可以合理推諉，辯稱中國大陆並未進行實際的侵略行動。為了對抗中國大陆在海上進行的灰色地帶攻擊，台灣方面擴充了海巡署的軍力。